# Nghiệt duyên
Koo Kam (tiếng Thái: คู่กรรม, tên tiếng Việt: Nghiệt Duyên) là cuốn tiểu thuyết văn học Thái Lan của nhà văn Thommayanti. Cuốn tiểu thuyết sau này được chuyển thể thành phim Sunset at Chaopraya (Hoàng hôn trên sông Chaopraya).
Tác giả Thommayanti viết nên Nghiệt duyên bằng bối cảnh của đất nước Thái Lan những năm trong thế chiến lần thứ hai, khi quân Nhật đổ bộ vào đóng quân trên đất Thái. Và chuyện tình cảm động, da diết cũng diễn ra trên nền bao nhiêu mâu thuẫn và giằng xé giữa hoàn cảnh lịch sử hỗn loạn đó.

## Nội dung
Lấy bối cảnh trong Đại chiến Thế giới thứ hai năm 1939-1945 giữa chiến tranh Thái-Nhật. Angsumalin (Ang) là cô gái Thái sống với mẹ đơn thân và bà ngoại từ nhỏ. Cha cô là một sĩ quan nhưng ông lại nỡ cắt đứt với mẹ con cô, chỉ vì lợi ích của bản thân. Lớn lên với hoàn cảnh khác người như thế, Angsumalin có tính cách vô cùng cứng cỏi, bướng bỉnh, độc lập, đôi lúc hơi ngoan cố. Nhưng cô thừa hưởng ở mẹ vẻ đẹp dịu dàng, mảnh mai, trí thông minh sắc sảo, lòng nhân hậu cùng yêu nước tha thiết. Cô lớn lên với anh chàng "thanh mai trúc mã" Vanus, chàng du học sinh trước khi đi sang Anh đã cố ràng buộc cô bằng lời hứa trả lời cho tình yêu của anh và cả hai hứa sẽ cưới nhau sau khi anh du học trở về. Cuộc sống của cô có lẽ sẽ lặng trôi một cách bình thường nhất có thể, cho đến khi chàng sĩ quan Nhật điển trai bước vào cuộc sống của cô, làm đảo lộn tất cả mọi thứ.
Những ngày đầu tiên của Thế chiến thứ II tại Siam (Thái Lan), giữa bom đạn khốc liệt, Angsumalin gặp Kobori, một người lính Nhật theo binh đoàn đến đóng quân tại Thái Lan. Hình ảnh cô gái nhỏ người Thái đang ngụp lặn giữa dòng sông thơ mộng lập tức hút hồn Kobori. Tình yêu vụng dại đến với người lính hồn nhiên và trong trẻo như dòng Chao Phraya ngày đêm miệt mài chảy qua các khu làng Siam. Anh gọi cô là Hideko, có nghĩa là "ánh nắng", ánh nắng của cuộc đời anh, của trái tim anh. Không may cho Kobori, Angsumalin căm ghét những người Nhật xâm lược.
Thế nhưng, cuộc gặp gỡ giữa Kobori và Angsumalin lại vô tình đặt hai người vào một mưu đồ chính trị. Một đám cưới được vạch ra. Kobori biết trong lòng Angsumalin lúc này chỉ có Vanus, thế nên dù có được Angsumalin, lòng Kobori càng đau đớn khôn cùng vì tình yêu của anh không được đáp lại. Không thể đối mặt với Angsumalin sau khi chiếm đoạt cô vào một đêm say, Kobori xin sang Campuchia để Angsumalin được tự do chung sống cùng Vanus. Trớ trêu thay, chính lúc này, Angsumalin mới nhận ra tình cảm sâu đậm của mình dành cho chàng lính Nhật. Muốn chính miệng mình nói với Kobori rằng cô rất rất yêu anh, mong anh đừng rời khỏi Thái Lan, Angsumalin đã lao đi giữa làn bom đạn để tìm Kobori. Cuối cùng trong đống đổ nát, cô tìm được Kobori nằm trên 1 vũng máu. Liệu Angsumalin có thể nói với Kobori cái câu mà anh vẫn luôn chờ đợi, hay cô mãi mãi không còn cơ hội đó?

## Đánh giá
Tình yêu của hai người làm đau lòng cả người trong cuộc lẫn người đọc. Đó là mô típ rất thường thấy trong nhiều câu chuyện, một người nhiệt tình theo đuổi, tìm mọi cách để chen chân vào cuộc sống của người kia. Những tưởng những dịu dàng chăm sóc, lòng nhiệt thành tận tâm, sự tốt bụng đáng mến và tình yêu vô điều kiện sẽ chinh phục được người kia nhưng không phải. Angsumalin lại là cô gái quá cứng rắn, quá mạnh mẽ đến mức không dám chấp nhận và để tình yêu trong mình lớn dần lên. Để khi cô chấp nhận buông bỏ tất cả để đến bên người yêu, đó cũng là lúc, cô mất anh mãi mãi.
Nếu Angsumalin và cô gái Thái mạnh mẽ và bình thường thì Kobori, anh là chàng sĩ quan Nhật, cháu của Tổng tư lệnh và nhận nhiệm vụ đóng quân, thiết kế tàu xưởng. Không chỉ có một gia thế vững vàng mà Kobori lại là chàng trai hội tụ đủ những đặc điểm của một chàng trai trong mơ của các cô gái: anh vừa nổi bật bởi tính ngay thẳng, hành xử đúng phép tắc, lại vừa thông minh, lương thiện, thương người.
Ngoài ra, Kobori lại còn là một anh chàng khá đa tài. Như vị bác sĩ vốn nhận xét, anh nên xứng đáng làm một người trí thức hơn làm một người lính, nếu như truyền thống gia đình anh chẳng mạnh mẽ đến thế. Kobori thạo rất nhiều thứ từ chơi đàn shasmisen, cắm bông, nấu ăn, chữa bệnh, học ngoại ngữ nhanh...
Một người hoàn hảo như thế, lại đem lòng yêu cô gái Thái cứng cỏi, mạnh mẽ. Anh vì tình yêu phá bỏ nhiều nguyên tắc của chính mình, vì yêu mà che chở, bảo vệ cho người yêu, vì yêu mà đôi lúc chẳng màng nguy hiểm cho bản thân. Một chàng trai khi yêu có thể vui vẻ hoạt bát như trẻ thơ, lúc giận dỗi chỉ biết trốn tiệt trong xưởng làm việc, cũng biết nói những câu nghịch ngợm, đáng yêu, thấu hiểu tâm lý người khác... Cho đến cuối đời, anh vẫn chẳng hề hối hận vì đã đem toàn bộ tình yêu trao cho cô gái "cứng đầu" ấy.
Giọng văn của tác giả hết sức tự nhiên, bà lồng ghép một cách khéo léo văn hóa và cuộc sống của người Thái vào câu chuyện. Từ ngôi nhà sàn đặc trưng, các món ăn Thái, thói quen dùng thuyền để di chuyển, cách người Thái tổ chức những buổi lễ hội vui chơi, cách người Thái đối xử với nhau và với những người xa lạ... Đặc biệt, dù là hai dân tộc khác nhau nhưng chỉ cần người khác đối xử tốt với mình, họ ngay lập tức mở lòng và hào phóng, chào đón bằng lòng nhiệt thành dễ mến.
Nét văn hóa của người Thái, cũng đặc biệt thể hiện qua nhân vật bà Orn, mẹ của Angsumalin. Bà dù là người phụ nữ quê chân chất, nhưng rất hiểu lòng người, biết cách cư xử và lẽ phải. Dù người chồng yêu thương bỏ bà mà đi, nhưng mà cũng không hề ôm hận hay oán thán. Dù con rể là chàng người Nhật, bị người khác nói ra nói vào, bà vẫn cảm thấy anh chàng đó rất tốt... Tất cả những nét đặc trưng đó, đều khá gần gũi và dễ mến với độc giả Việt Nam.
Nổi bật trên nền câu chuyện, không chỉ là mối tình ngang trái của cặp đôi trẻ Angsumalin và Kobori, mà còn là nỗi đau mà chiến tranh mang lại. Cô gái không dám đến với chàng trai, một phần vì lời hứa đối với Wanas, một phần vì sự khác biệt ở hai đầu chiến tuyến, sự khác biệt dân tộc vốn không được chấp nhận ở Thái. Họ nhận ra hạnh phúc và tình cảm dành cho nhau, nhưng cái ác liệt của chiến tranh đó cũng cướp đi thứ mà họ ao ước mãi mãi. Có thể nói, chiến tranh mang cho họ tình yêu nhưng cũng vì đó mà họ đánh mất nhau.
Câu chuyện còn tóm gọn bức tranh của xã hội Thái trong thời kì chiến tranh thế giới thứ hai. Từ cuộc sống sinh hoạt làng xóm, đến quá trình những người Thái hoạt động chống lại người Nhật, nhằm giải thoát đất nước khỏi nguy hiểm rình rập.
Ở đó, vẫn có những khoảnh khắc con người chẳng coi nhau như kẻ địch, mà chỉ là những kẻ bất đắc dĩ vì chiến tranh. Nếu không có chiến tranh, họ vẫn chung sống hòa bình và thân thiện như con người thực sự: có mua có trả tiền, có làm ơn thì có trả ơn, có giúp đỡ thì có tôn trọng... Bởi con người, về bản chất đâu phải độc ác hoàn toàn, họ cũng chỉ muốn một cuộc sống bình thường mà thôi.
Nếu ai đó hỏi đọc Nghiệt duyên có đáng hay không, thì khi trải qua hết câu chuyện, người đọc mới thấy được đây là một câu chuyện dù buồn nhưng vẫn rất đáng đọc. Vì bản thân cuốn sách dường như, chở cả những hạnh phúc và đắng cay của một đời người, đủ cung bậc cảm xúc và sẽ khiến người đọc cảm thấy trân trọng những điều quý giá mà mình đang nắm giữ trong tay.

## Phiên bản chuyển thể thành phim
Nghiệt duyên đã được chuyển thể nhiều lần lên màn ảnh và cả sân khấu nhạc kịch. Tới thời điểm hiện tại, Nghiệt duyên đã có đến 6 bản truyền hình, 4 bản điện ảnh, cộng thêm 2 bản Nghiệt duyên 2 kể về cuộc đời Yoichi - con trai của Kobori và Angsumalin. Năm 2013, cả phiên bản truyền hình lẫn điện ảnh đều chiếu cùng một thời điểm.

### Bản truyền hình
- 1970 [CH4]: Meechai Veerawaitaya và Busara Narumit

Bản phim đầu tiên của Nghiệt duyên, với sự tham gia của nam diễn viên Meechai khi ông vừa từ nước ngoài trở về và chưa rành tiếng Thái. Nữ diễn viên Busara nói rằng điểm này khá hợp với nhân vật Kobori. Meechai từng là chính trị gia và một nhà hoạt động xã hội về vấn đề kế hoạch hoá gia đình. Hiện nay ông đang là chủ tịch của PDA, tổ chức phi chính phủ lớn nhất Thái Lan.
- 1972 [CH4]: Chana Sri-ubon và Panit Kantamara

Cố diễn viên Chana là một trong những diễn viên nổi tiếng thời kỳ đầu của phim Thái, ông gần như chưa bao giờ đảm nhận vai phản diện hay vai phụ.
- 1978 [CH9]: Nirut Sirijanya và Sansanee Wattananukul

Nam diễn viên Nirut là một diễn viên không xa lạ gì với các fan phim Thái, với những vai phụ trong khá nhiều phim truyền hình. Ông cũng tham gia một vai phụ trong Nghiệt duyên 2013 của Bie và Noona. 
- 1990 [CH7]: "Bird" Thongchai McIntyre và Kamolchanok Kemmayothin

Bản truyền hình 1990 được đánh giá là thể hiện rất chi tiết nội dung của tiểu thuyết Nghiệt duyên. Ngoài ra, bộ phim còn đạt mức rating 40, trở thành một trong những bộ phim có rating cao nhất của Thái. Bộ phim cũng mang về cho Bird Thongchai danh hiệu Nam diễn viên xuất sắc nhất của giải thưởng Mekala và giải thưởng TV Golden năm 1990.
- 2004 [CH3]: Sornram Teppitak và Benz Pornchita

Một điều thú vị khi Chintara Sukappatana, nữ diễn viên đảm nhận vai Angsumalin trong bản điện ảnh 1988, được "lên chức" mẹ của Angsumalin trong bản truyền hình 2004. Cũng trong năm này, CH3 cho ra mắt Nghiệt duyên 2, với Dan Worrawech trong vai Yoichi hay Kalin - con trai của Kobori và Angsumalin.
- 2013 [CH5]: Bie Sukrit Wisedkaew và Nuengthida Sophon

Bản truyền hình 2013 cũng chính là bộ phim đưa khán giả Việt Nam biết đến câu chuyện tình yêu đầy nước mắt trong Nghiệt duyên. Vì Bie và Noona đều là ca sĩ nên phần nhạc phim của bản 2013 để lại ấn tượng khá tốt với khán giả. Đây còn là phiên bản ăn khách nhất Thái tại thời điểm đó, là một trong năm lakorn được đề cử tại giải Thiên Nga Vàng, cả Bie và Noona đều được đề cử cho giải Nam và Nữ diễn viên chính xuất sắc nhất, thừa thắng xông lên, bản hit song ca "Khu Kam" (do chính Bie và Noona thể hiện) cũng là bản nhạc phim hay nhất của Lakorn lúc bấy giờ.

### Bản điện ảnh
- 1973: Nat Puwanai và Duangnapa Apapornisarn

Bản điện ảnh 1973 được quay thành hai bản, một bản với nữ diễn viên Thái Lan là Duangnapa và một bản với nữ diễn viên Hong Kong Ling Lee Ju. Tuy khá theo sát nguyên tác nhưng đất diễn của nhân vật Wanut bị giảm bớt, khiến bộ phim bớt phần kịch tích so với một số bản khác.
- 1988: Warut Waratham và Chintara Sukapatana

Tuổi tác của hai nhân vật chính trong bản điện ảnh 1988 được thay đổi cho nhỏ hơn các version khác. Tính cách của Angsumalin cũng có phần bướng bỉnh hơn, mối quan hệ của Kobori và Wanut cũng căng thẳng hơn với cảnh cả hai đối đầu nhau tại Bangkok Noi trước vụ nổ bom. Bộ phim cũng giúp nữ diễn viên Chintara lần đầu tiên nhận được danh hiệu Nữ diễn viên xuất sắc của giải thưởng Tukkata thong. 
- 1995: Bird Thongchai và Apasiri Nitibhon

Phản hồi khá tốt từ bản truyền hình 1990 đã đưa Bird đến với nhân vật Kobori lần nữa trong bản điện ảnh. Đây cũng là một trong những bộ phim điện ảnh đầu tiên của Thái Lan được phân phối ra nước ngoài với phụ đề tiếng Anh.
- 2013: Nadech Kugimiya và Oranate D Caballes

Khác với các bản phim trước và cả bản truyền hình 2013, nhân vật Kobori không phải anh chàng sĩ quan hải quân, mà thuộc bên bộ binh.

## Diễn viên
| Năm                  | 1970                 | 1972              | 1973                                         | 1978                  | 1988                 | 1990                   | 1995                                               | 2004                  | 2013                | 2013                 |
| -------------------- | -------------------- | ----------------- | -------------------------------------------- | --------------------- | -------------------- | ---------------------- | -------------------------------------------------- | --------------------- | ------------------- | -------------------- |
| Thể loại             | Đài Ch4              | Đài Ch4           | Điện ảnh                                     | Đài Ch9               | Điện ảnh             | Đài Ch7                | Điện ảnh                                           | Đài Ch3               | Đài Ch5             | Điện ảnh             |
| Hãng                 | Sri Thai Board       | Channel 4         | Jira Buntueng Flim                           | Channel 9             | Five Star Production | DaraVDO                | Grammy Film                                        | Red Drama             | EXACT               | M39                  |
| Đạo diễn             | Tueng Satifueng      |                   | Somwong Timboonyatham Phairoj Pradub Mr.Ting |                       | Ruj Ronnaphob        | Phairaj Sangwaribut    | Euthana Mukdasanit Puntham Thongsung Niphon Piwnen | Noppadol Mongkolthum  | Sun Srikaewlho      | Kittikorn Lewsirikul |
| Kịch bản             | Thommayanti          |                   | Wittawat - Wadeewong                         |                       | Pornrawee            | Sunlaya                | Wanit Jarungkitanan Euthana Mukdasanit             | Phing Lumpraping      | Pranpramoon         | Kittikorn Lewsirikul |
| Kobori               | Meechai Weerawaitaya | Chana Sri-u-bon   | Nard Puwanai                                 | Nirut Sirijanya       | Waruth Woratham      | Thongchai McIntyre     | Thongchai McIntyre                                 | Sornram Teppitak      | Sukrit Wisedkaew    | Nadech Kugimiya      |
| Angsumalin / Hideko  | Butsara Naruemit     | Phanit Kantammara | Duangnapha Atthapornphisan / Ling Lee Ju     | Sansanee Wattananukul | Chintara Sukapatana  | Kamolchanok Komolthiti | Apasiri Nitibhon                                   | Pornchita Na Songkhla | Nuengthida Sophon   | Oranate D. Caballes  |
| Vanus                |                      |                   | Sayan Juntarawiboon                          |                       | Nai Suksakul         | Satawas Dullayavijit   | Teerapat Sajakul                                   | Karunpol Tiansuwan    | Napat Injaiuea      | Nitis Warayanon      |
| Takeda / Yoshi       |                      |                   | Lor Tok                                      |                       | Kriengkrai Oonhanun  | Punya Nirankul         | Masaki Nichikaya                                   | Kanchai Kamnaedphoi   | Puri Hiranprueck    | Tatsunobu Tanikawa   |
| Bố Angsumalin        | Chao Klaewklong      |                   | Punkam                                       | Tat Ekkatat           | Adul Dulyarat        | Manop Atsawatep        | Chitrakorn Sundarapakshin                          | Montri Jen-ak-sorn    | Jutinan Pirompakdee | Kullapong Boonnak    |
| Orn (Mẹ Angsumalin)  | Somjit Subsumruai    |                   | Somjit Subsumruai                            | Jutharat Jinnarat     | Phirawan Prasobsas   | Duangdao Jarujinda     | Sutisa Pattanut                                    | Chintara Sukapatana   | Paweena Salifsakul  | Mereena Mungsiri     |
| Sorn (Bà Angsumalin) | Momchun Puangwan     |                   | Malee Vejprasert                             | Sulaleewan Suwannatat | Bunjerdsri Yamaphai  | Bunjerdsri Yamaphai    | Wilaiwan Wattanapanit                              | Pitsamai Wilaisak     | Chomchai Chatwilai  | Jumnean Jareansub    |
| Pol                  |                      |                   | Jumroon Nuedjim                              |                       | Somsak Chaisongkram  | Poonsawat Theemakorn   | Supakorn Srisawat                                  | Tuarae Chuenyim       | Kalos Attaseree     | Surachai Juntimakorn |
| Bua                  |                      |                   | Sukon Kiwleam                                |                       | Krailas Kriangkrai   | Chalit Fueng-a-rom     | Deux Doksadao                                      | Kom Chuenchaen        | Kriengkrai Oonhanun | Mongkol U-tok        |

## Ca khúc nhạc phim
- คู่กรรม / Koo Gum - Sukrit Wisedkaew & Nuengthida Sophon

## Rating (CH5 2013)
- Tập 1: 2.3
- Tập 2: 3.7
- Tập 3: 2.8
- Tập 4: 3.3
- Tập 5: 3.3
- Tập 6: 3.4
- Tập 7: 3.3
- Tập 8: 3.2
- Tập 9: 3.5
- Tập 10: 3.5
- Tập 11: 2.9
- Tập 12: 3.1
- Tập 13: 3.1
- Tập 14: 2.9
- Tập 15: 2.9
- Tập 16: 3.0
- Tập 17: 3.8
- Tập 18: 3.8
- Tập 19: 4.3
- Tập 20: 3.9
- Tập 21: 3.7
- Tập 22: 3.4
- Tập 23: 3.7
- Tập 24: 4.7

Trung bình: 3.40 (Đứng thứ 3 Rating CH5 2013)